# De Leeuwenhof (Noord-Brabant)
De Leeuwenhof of Den Leeuwen Hoff is een rijksmonumentale woning in de gemeente Veldhoven in de Nederlandse provincie Noord-Brabant. Deze woning is gelegen aan de Berkt 50 in de buurtschap Berkt.
De Leeuwenhof is gebouwd in de 19e eeuw en deed oorspronkelijk dienst als boerderij. Het woonhuis heeft een rieten zadeldak en een topgevel met boerenvlechtingen in het metselwerk. Het voormalige bedrijfsgedeelte, dat iets lager is dan het woonhuis, heeft een wolfsdak bedekt met riet en oudhollandse dakpannen.